# Långnosad sjöhäst
Långnosad sjöhäst (Hippocampus guttulatus) en av de två europeiska arterna av släktet sjöhästar.

## Utseende
Den långnosade sjöhästen har växlande kroppsfärg, röd, brunaktig till gråbrun eller mörkgrön. Den har ofta ljusare prickar eller fläckar på kroppen. Den långnosade sjöhästen blir upp till 15 centimeter lång. Nosen är som namnet antyder lång, utgör mer än en tredjedel av huvudlängden. Den har ofta långa flikar på huvud och kropp. Hanen har en yngelpåse med liten öppning.

## Utbredning
Den långnosade sjöhästen finns nära kusten från Svarta havet, Medelhavet, längs spanska, portugisiska och franska kusterna fram till Nederländerna, södra Storbritannien och södra Irland. Den skyr inte brackvatten och flodmynningar, och Curry-Lindahl anger att den finns i Themsen upp till London.

## Ekologi
Den lever i kustnära, tidvattenspåverkade tångbälten, där den har stor nytta av sin gripsvans. Livnär sig av zooplankton som den suger i sig med munnen.
Lektiden sträcker sig från april till oktober. De omkring 2 millimeter stora äggen kläcks efter en knapp månad. Ynglens längd när de lämnar pappans yngelpåse är omkring 15 millimeter.